# Ordensburg Neuenburg
Teile der Ordensburg Neuenburg im ehemaligen Westpreußen, dem heute polnischen Nowe, werden heute als Stadtbibliothek genutzt.

## Geschichte
Die Burg wurde zusammen mit der Stadt erbaut, die 1350 eine Handfeste zu kulmischem Recht erhielt. Für 1405 ist belegt, dass der Remter der Neuenburg neu getüncht wurde. 1410–11 war die Burg polnisch besetzt. Zu Beginn des Dreizehnjährigen Kriegs wurde die Burg von bündischen Truppen besetzt, wurde aber 1457 vom Orden zurückerobert. Infolge des Zweiten Thorner Friedens kam die Burg an Polen und war bis 1772 Sitz eines Starosten. In preußischer Zeit wurde das Haupthaus als evangelische Kirche und Gemeindehaus genutzt.

## Bauwerk
Neuenburg gehört zu den kleinen einflügeligen Ordenshöfen wie auch Lauenburg und Gilgenburg, die in eine Ecke der Stadtbefestigung integriert waren. Der dreigeschossige Flügelbau tritt leicht über die Außenlinie der Stadtmauer vor. Wie üblich für kleine Amtsburgen waren im Erdgeschoss Wirtschaftsräume untergebracht, im ersten Obergeschoss der Remter, die Amtsstube und die Pflegerwohnung, die über einen hölzernen Laubengang verbunden waren. Das dritte Geschoss war ein Wehr- und Speichergeschoss.